# Xã Roseville, Quận Warren, Illinois
Xã Roseville (tiếng Anh: Roseville Township) là một xã thuộc quận Warren, tiểu bang Illinois, Hoa Kỳ. Năm 2010, dân số của xã này là 1.213 người.